# Red Harbour
Red Harbour es un pueblo canadiense situado en la provincia de Terranova y Labrador.

## Superficie
Red Harbour tiene una superficie de 11,19 km².

## Demografía
En 2021, tenía 177 habitantes, una densidad poblacional de 15,8 hab./km², y 82 viviendas.